# Долења вас при Артичах
Долења вас при Артичах (словен. Dolenja vas pri Artičah) је насељено место у општини Брежице, Посавска регија, Словенија.

## Историја
До територијалне реорганизације у Словенији била је у саставу старе општине Брежице.

## Становништво
У попису становништва из 2011. године, Долења вас при Артичах је имала 99 становника.
| Број становника према пописима | Број становника према пописима | Број становника према пописима |
| ------------------------------ | ------------------------------ | ------------------------------ |
| 1991                           | 2002                           | 2011                           |
| 76                             | 83                             | 99                             |

Напомена: Године 1980. настала издвајањем дела из насеља Сподња Поханца.